# Ischnothyreus indressus
Ischnothyreus indressus là một loài nhện trong họ Oonopidae.
Loài này thuộc chi Ischnothyreus. Ischnothyreus indressus được Arthur M. Chickering miêu tả năm 1968.